# Marcin Minor
Marcin Minor (ur. 21 sierpnia 1978 w Warszawie) – polski malarz, ilustrator, pedagog i arteterapeuta, znany ze swojego stylu łączącego poetyckość z baśniowością. Jest absolwentem Europejskiej Akademii Sztuk w Warszawie, gdzie studiował malarstwo pod kierunkiem takich mistrzów jak Antoni Fałat, Wiktor Zin i Franciszek Starowieyski.

## Twórczość i działalność zawodowa
Minor tworzy zarówno w tradycyjnych technikach, takich jak akwarela, tusz, akryl i suche pastele, jak i cyfrowo. Jego ilustracje cechują się baśniowym stylem, bogactwem detali oraz narracyjnym charakterem. Jego prace były prezentowane na licznych wystawach indywidualnych i zbiorowych, w tym podczas Satyrykonu. Jest autorem oprawy graficznej serii gier karcianych wydawnictwa Nasza Księgarnia, obejmującej tytuły Sen, Kruki, Sowy, Smoki i Koty.
Zanim skupił się wyłącznie na ilustracji, pracował jako pedagog, terapeuta i organizator warsztatów artystycznych dla dzieci i młodzieży. Tworzył także sztukę użytkową, m.in. malowidła ścienne i dekoracyjne kafelki.

## Ilustracje książkowe
- Barbara Kosmowska, Fred, psi ekopatrol, Wydawnictwo Literatura, 2020[6]
- Emilia Kiereś, Przepowiednia, Wydawnictw Akapit Press, 2020[7]
- Przemysław Wechterowicz, Oskar Pazurek, Wydawnictwo Ezop, 2020[8]
- Andrzej Marek Grabowski, Jonatan i Biały Kruk, Wydawnictwo Adamada, 2020[9]
- Zuzanna Orlińska, Powietrzny żeglarz, Wydawnictwo Literatura, 2021[6]
- Katarzyna Boni, Ośmiornica Zośka, Wydawnictwo Agora, 2022[10]
- Barbara Kosmowska, Fred. Pogromca suszy, Wydawnictwo Literatura, 2022[6]
- Paweł Pieńkowski, Baśnie i podania świnoujskie, Wydawnictwo Literatura, 2022[6]
- Zuzanna Orlińska, Wszystko jasne! Ignacy Łukasiewicz, wielki polski wynalazca, Wydawnictwo Literatura, 2022[6]
- Zuzanna Orlińska, Sobowtór, Wydawnictwo Literatura, 2022[6]
- Katarzyna Berenika Miszczuk, Tajemnica Dąbrówki, Wydawnictwo Mięta, 2022[11]
- Marta Kisiel, Małe Licho i krok w nieznane, Wydawnictwo Mięta, 2022[11]
- Marta Kisiel, Bazyl i Licho, Wydawnictwo Mięta, 2022[11]
- Zuzanna Orlińska, Król Myszy, Wydawnictwo Literatura, 2023[6]
- Anna Czerwińska-Rydel, Gen i już! Opowieść o Stefanie Banachu, Wydawnictwo Literatura, 2023[6]
- Katarzyna Berenika Miszczuk, Tajemnica ognia, Wydawnictwo Mięta, 2023[11]
- Barbara Sadurska, Srebrny smok, Wydawnictwo Agora, 2023[10]
- Renata Piątkowska, Jak to się zaczęło? Mity o powstaniu świata, Wydawnictwo Literatura, 2024[6]
- Monika Kowaleczko-Szumowska, Bapu, opowieść o dobrym maharadży, Wydawnictwo Literatura, 2024[6]
- Katarzyna Berenika Miszczuk, Tajemnica nauczycielki, Wydawnictwo Mięta, 2024[11]